# Frontera entre Chad y Sudán
La frontera terrestre entre Sudán y Chad es un límite internacional continuo de una longitud de 1360 kilómetros que separa al Sudán y Chad en África. 

## Trazado
La frontera sigue un trazado rectilíneo del norte, en el trifinio con Libia, hacia el sur. Luego, ella sigue al oeste del Djebel Marra antes de alcanzar el punto triple con la República Centroafricana.
Del lado sudanés, corre por el oeste de los tres estados correspondientes a la antigua provincia de Darfur del Sudán anglo-egipcio, siendo estas sucesivamente de norte a sur: Darfur del Norte, Darfur Occidental y Darfur del Sur. Del lado chadiano, por las regiones de Ennedi Este, Wadi Fira, Ouaddaï y Sila.

## Historia

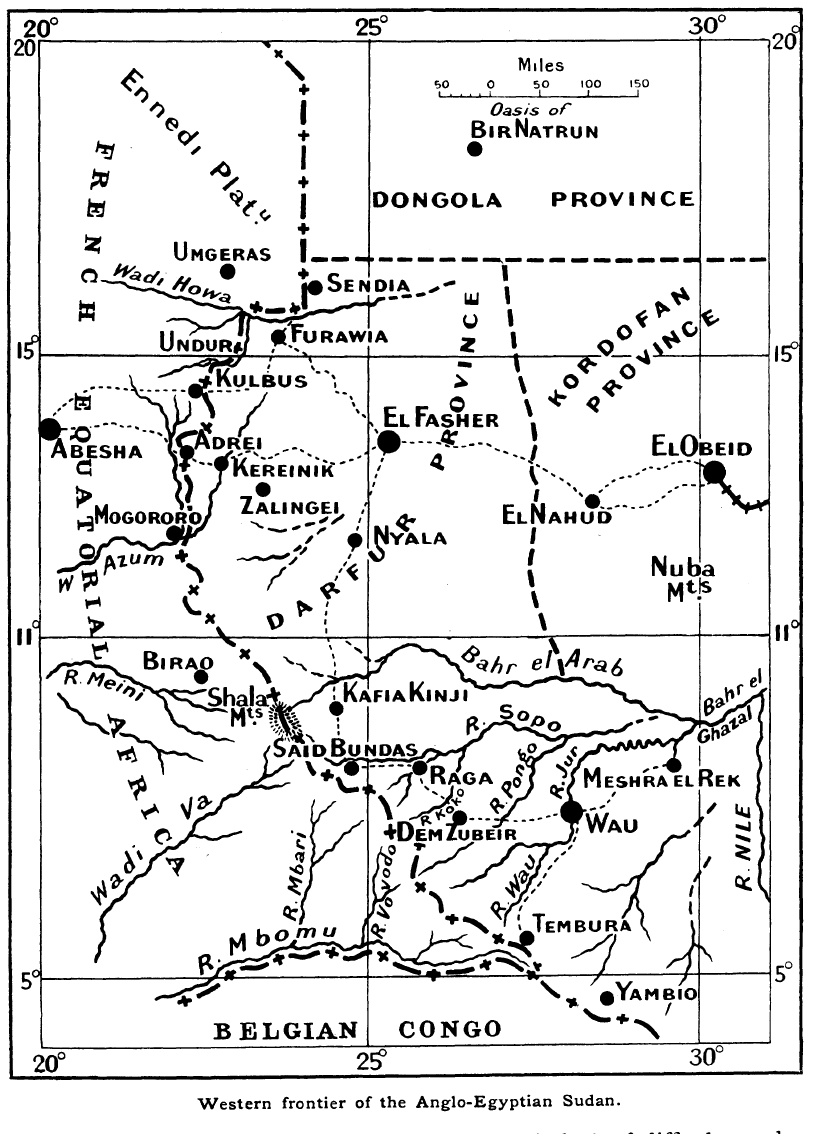
Delimitación entre británicos y franceses en la cuenca del río Congo-Nilo (1922).

La frontera se realizó por medio de acuerdos entre Francia, que controlaba entonces el protectorado del Chad desde 1900, y el Reino Unido, potencia tutelar del Sudán anglo-egipcio desde 1899. Ella modificó la economía del Darfur que era hasta entonces un punto de paso de los intercambios mercantiles entre el golfo de Benín, el mar Mediterráneo, y las regiones del lago Chad y el valle del Nilo.
Después de las independencias, la frontera estuvo abierta a numerosas tránsitos de grupos armados que participaron en los cambios políticos en Chad, como durante la guerra civil chadiana de 2005 a 2010, de refugiados del Darfur durante la guerra civil de 2003. En 2009, está juzgada por Marc Lavergne, director del Centro de estudios y de documentación económica, jurídicas y sociales, «aunque es virtual, está perfectamente delimitada y es conocida de todos». Debido a la guerra civil chadiana estuvo cerrada hasta abril de 2010, cuando fue reabierta.